# Campionat de Suècia de sidecarcross
El Campionat de Suècia de sidecarcross, regulat per la federació sueca de motociclisme (SVEMO, Svenska Motorcykel- och Snöskoterförbundet), és la màxima competició de sidecarcross que es disputa a Suècia.

## Llista de guanyadors
A 1 de gener de 2015
| Any  | Campions                                | Equip         |
| ---- | --------------------------------------- | ------------- |
| 1966 | Teddy Stromberg / Tore Stromberg        | BSA           |
| 1967 | Knut Roskvist / Sven Magnusson          | Lito          |
| 1968 | Teddy Stromberg / Tore Stromberg        | HM            |
| 1969 | Kuno Malmqvist / Sven Ake Magnusson     | BSA-Métisse   |
| 1970 | Bertil Larsson / Krister Palsson        | Hedlund       |
| 1971 | Teddy Stromberg / Tore Stromberg        | Wasp-Triumph  |
| 1972 | Ingaemar Eriksson / Lars Olov Carlbom   | Wasp-Suzuki   |
| 1973 | Ingaemar Eriksson / Lars Olov Carlbom   | Wasp-Norton   |
| 1974 | Teddy Stromberg / Tore Stromberg        | TSS-Kawasaki  |
| 1975 | Ingemar Jonsson / Kjell Hansson         | SPP-Piron     |
| 1976 | Olof Jardenberg / Kaj Jonsson           | SPP-Yamaha    |
| 1977 | Lennart Gusatvsson / Ingemar Gustavsson | Wasp-Yamaha   |
| 1978 | Lennart Gusatvsson / Ingemar Gustavsson | EML-Yamaha    |
| 1979 | Leif Sylwan / Bengt Persson             | Wasp-Norton   |
| 1980 | Leif Sylwan / Bengt Persson             | EML-Yamaha    |
| 1981 | Jan Persson / Gosta Jeppsson            | Wasp-Hedlund  |
| 1982 | Leif Sylwan / Bengt Persson             | EML-Yamaha    |
| 1983 | Leif Sylwan / Jonny Birgersson          | EML-Yamaha    |
| 1984 | Leif Sylwan / Jonny Birgersson          | EML-Yamaha    |
| 1985 | Leif Sylwan / Bengt Persson             | Wasp-Folan    |
| 1986 | Leif Sylwan / Bengt Persson             | EML-Folan     |
| 1987 | Dan Olsson / Peter Johansson            |               |
| 1988 | Sonny Pettersson / Peter Adolfsson      |               |
| 1989 | Mats Palsson / Leif Davidsson           | Folan         |
| 1990 | Hans Nilsson / Ingemar Olsson           | VMC-Honda     |
| 1991 | Mats Palsson / Leif Davidsson           | EML-KTM       |
| 1992 | Magnus Larsson / Conny Johansson        | KTM           |
| 1993 | Mats Gunnarson / Bengt Persson          | EML-KTM       |
| 1994 | Morten Jacobsen / Jesper Larsen         | BSU-KTM       |
| 1995 | Mats Palsson / Leif Davidsson           | EML-KTM       |
| 1996 | Mats Palsson / Leif Davidsson           | BSU-KTM       |
| 1997 | Leif Sylwan / Bengt Persson             | Folan V2      |
| 1998 | Cenneth Engstrand / Stefan Nyberg       | BSU-MTH       |
| 1999 | Henrik Soderqvist / Tobias Sylwan       | EML-MTH       |
| 2000 | Henrik Soderqvist / Tobias Sylwan       | EML-MTH       |
| 2001 | Henrik Soderqvist / Tobias Sylwan       | EML-MTH       |
| 2002 | Henrik Soderqvist / Tobias Sylwan       | EML-MTH       |
| 2003 | Henrik Soderqvist / Tobias Sylwan       | VMC-KTM       |
| 2004 | Henrik Soderqvist / Tobias Sylwan       | VMC-KTM       |
| 2005 | Henrik Soderqvist / Tobias Sylwan       | VMC-Husaberg  |
| 2006 | Henrik Soderqvist / Tobias Sylwan       | VMC-Husaberg  |
| 2007 | Henrik Soderqvist / Tobias Sylwan       |               |
| 2008 | Henrik Soderqvist / Tobias Sylwan       | MEFO-Husaberg |
| 2009 | Henrik Soderqvist / Tobias Sylwan       | MEFO-Husaberg |
| 2010 | Henrik Soderqvist / Tobias Sylwan       | MEFO-Husaberg |
| 2011 | Robert Gustavsson / Henrik Apelgren     | Husaberg-VMC  |
| 2012 | Henrik Soderqvist / Tim Gustavsson      | WSP-Zabel     |
| 2013 | Henrik Soderqvist / Tim Gustavsson      | WSP-Zabel     |
| 2014 | Philip Stenborg / Simon Stenborg        | WMC-Zabel     |

1. ↑  Emprà també Colin Dunkley de passatger.

### Font
- «SIDECAR CROSS NATIONAL CHAMPIONSHIP SWEDEN» (en anglès).   The John Davy Pages. [Consulta: 20 agost 2008].